# مأموریت: غیرممکن – پروتکل شبح
مأموریت: غیرممکن - پروتکل شبح (به انگلیسی: Mission: Impossible – Ghost Protocol) یک فیلم اکشن جاسوسی آمریکایی محصول سال ۲۰۱۱ به کارگردانی برد برد (در اولین فیلم لایو اکشن خود) تهیه‌کنندگی و بازی تام کروز بر اساس فیلمنامه‌ای از جاش آپلبام و آندره نمک است. این فیلم دنباله مأموریت: غیرممکن ۳ و چهارمین قسمت از مجموعه فیلم مأموریت: غیرممکن می‌باشد. جرمی رنر، سایمون پگ و پائولا پاتون نیز در این فیلم بازی می‌کنند. در این قسمت فیلم، نیروی مأموریت غیرممکن پس از دست داشتن علنی در بمباران کرملین تعطیل می‌شود و باعث می‌شود ایتن هانت (کروز) و تیمش بدون منابع یا پشتیبان در تلاشی تهدید کننده زندگی برای پاک کردن نام خود حرکت کنند.
توسعه برای قسمت چهارم در اوت ۲۰۰۹ آغاز شد، زمانی که نویسندگان برای نوشتن فیلمنامه استخدام شدند (که شامل بازنویسی‌هایی توسط کارگردان و نویسنده نهایی سریال کریستوفر مک‌کواری بود). بازگشت کروز در مارس ۲۰۱۰ پس از اینکه برد به جای جی. جی. آبرامز که کارگردان سلف بود اعلام شد، تأیید شد. این فیلم به‌طور رسمی در اکتبر ۲۰۱۰ نامگذاری شد و پس از آن، فیلمبرداری اصلی انجام شد و تا مارس ۲۰۱۱ ادامه داشت، با مکان‌های فیلمبرداری از جمله بنگلور، بمبئی، بوداپست، مسکو، دبی، و استودیوهای در ونکوور. مانند آثار قبلی در فرانچایز، بازیگران اکثر بدلکاری‌های خود را تکمیل کردند، در حالی که بخش‌هایی از فیلم با آی‌مکس فیلم‌برداری شد.
مأموریت غیرممکن ۴ در ۷ دسامبر ۲۰۱۱ در دبی نمایش داده شد و در IMAX و سالن‌های منتخب بزرگ در ۱۶ دسامبر اکران شد، قبل از اینکه در ۲۱ دسامبر در ایالات متحده توسط پارامونت پیکچرز اکران شود. نقدهای بسیار مثبتی دریافت کرد. از سوی منتقدان، با تمجید از سکانس‌های اکشن، اجرای کروز و کارگردانی برد. این فیلم ۶۹۴ میلیون دلار در سرتاسر جهان فروخت و پنجمین فیلم پرفروش سال ۲۰۱۱ و همچنین پرفروش‌ترین فیلم این مجموعه و پردرآمدترین فیلم با بازی کروز تا اکران مأموریت: غیرممکن – فال‌اوت در سال ۲۰۱۸ شد. پس از آن مأموریت: غیرممکن – ملت یاغی در سال ۲۰۱۵.

## خلاصه داستان
به تازگی گروهی از تروریست‌ها با رهبری فردی به نام کرت هندریکس (مایکل نیکویست) در کاخ کرملین اقدام به خرابکاری کرده‌اند که به نظر می‌رسید هدف آن‌ها از انجام اینکار شعله‌ور کردن آتش جنگ جهانی دیگری باشد. بعد از این اتفاق، نام سازمان IMF به عنوان مقصر این ماجرا اعلام می‌گردد و به همین جهت رئیس‌جمهور تصمیم می‌گیرد تا با اجرای (پیمان شبح) (از کار افتادن تمام ماهواره‌ها و سیستم‌هایی جاسوسی و اطلاعاتی) کلیه فعالیت‌های این سازمان را متوقف کند. هندریکس (مایکل نیکویست) سعی دارد با دست یافتن به کد سلاح‌های هسته‌ای روسیه و پرتاب موشک هسته‌ای به سوی آمریکا یک جنگ جهانی به راه بیندازد اما ایتن هانت تصمیم می‌گیرد برای پاک کردن این ننگ از سازمان مورد حمایتش و جلوگیری از نقشه هندریکس، تیمی از خبره‌ترین مأمورها را در اطراف خود جمع کند تا بتواند در این عملیات موفق شود …

## مشروح داستان
مامور نیروی مأموریت‌های غیرممکن (آی‌ام‌اف)، «ترور هاناوی»، در بوداپست به‌دست قاتلی به نام «سابین مورو» کشته می‌شود و کدهای پرتاب هسته‌ای روسیه به سرقت می‌رود تا به فردی به نام «کوبالت» فروخته شود. «ایتن هانت»، مامور آی‌ام‌اف، همراه با فردی به نام «بوگدان» از زندانی در مسکو توسط «جین کارتر» (نامزد و مسئول میدانی هاناوی) و «بنچی دان»، مامور تازه‌ارتقایافته، نجات داده می‌شود. تیم دستور دارد برای کسب اطلاعات درباره کوبالت به کرملین نفوذ کند، اما هنگام عملیات، کوبالت هویت آن‌ها را فاش می‌کند و تیم پیش از آن‌که انفجار کرملین را ویران کند، می‌گریزد. ایتن توسط مامور سرویس اطلاعات خارجی روسیه (اس‌وی‌آر)، «آناتولی سیدوروف»، دستگیر شده و مسئول انفجار شناخته می‌شود.
ایتن می‌گریزد و در مسکو با دبیر آی‌ام‌اف و تحلیلگری به نام «ویلیام برنت» دیدار می‌کند. برنت، کوبالت را «کرت هندریکس» معرفی می‌کند، یک استراتژیست افراطی که به‌دنبال جنگ هسته‌ای بین آمریکا و روسیه است. آن‌ها درمی‌یابند که هندریکس کرملین را برای پوشش دزدیدن دستگاه کنترل پرتاب روسی منفجر کرده است. دبیر آی‌ام‌اف توضیح می‌دهد که رئیس‌جمهور آمریکا «پروتکل شبح» را فعال کرده و آژانس را منحل اعلام کرده است، ولی به‌طور مخفیانه از ایتن می‌خواهد ماموریت را ادامه دهد، پیش از آن‌که در کمینی توسط نیروهای سیدوروف کشته شود. ایتن با برنت می‌گریزد و همراه با جین و بنچی مجدداً گروه را تشکیل می‌دهد. آن‌ها برنامه‌ریزی می‌کنند تا در برج خلیفه دبی به جلسهٔ میان «ویستروم» (همکار هندریکس) و مورو نفوذ کنند، جایی که ویستروم قصد خرید کدهای پرتاب را دارد.
تیم تصمیم می‌گیرد با جعل دو جلسه همزمان کدها را بربایند: ایتن و برنت خود را جای ویستروم و رمزنگار «لئونید لیسنکر» جا می‌زنند تا کدها را از مورو بگیرند؛ در سوی دیگر، جین خود را به‌جای مورو جا می‌زند تا کدهای جعلی را به ویستروم و لیسنکر واقعی بدهد. اما پس از آن‌که درمی‌یابند لیسنکر می‌تواند صحت کدها را سریع تشخیص دهد، ناچار می‌شوند کدهای واقعی را تحویل دهند و با تکیه بر ایزوتوپ‌های پرتوزا در کاغذ، ویستروم را دنبال کنند. ویستروم پس از تکمیل معامله، لیسنکر را می‌کشد. مورو که متوجه می‌شود در دام افتاده، قصد فرار دارد، اما جین جلوی او را می‌گیرد. وقتی مورو هنگام فرار به بنچی حمله می‌کند، جین خشمگین شده و برخلاف قول قبلی‌اش به ایتن، با او درگیر می‌شود. برنت صدای شلیک را می‌شنود و وارد اتاق می‌شود، اما نمی‌تواند جلوی جین را از پرت‌کردن مورو از پنجره بگیرد. سیدوروف تلاش می‌کند ایتن را دستگیر کند، اما ناکام می‌ماند و ایتن از برج خلیفه می‌گریزد و ویستروم را تعقیب می‌کند.
در میانه طوفان شن، ویستروم چهره واقعی‌اش را آشکار می‌کند و مشخص می‌شود که همان هندریکس است. او می‌گریزد. ایتن سپس برنت را به‌دلیل مهارت‌های بالای رزمی‌اش به چالش می‌کشد. پس از رفتن ایتن، برنت اعتراف می‌کند که پس از ناکامی در محافظت از «جولیا مید»، همسر ایتن، از میدانی‌گری کناره گرفته است. بوگدان، ایتن را نزد فروشنده سلاحی به نام «مه» می‌برد و درمی‌یابند که هندریکس قصد دارد با استفاده از ماهواره‌ای قدیمی متعلق به ارتش شوروی، موشک پرتاب کند. این ماهواره اکنون متعلق به یک سرمایه‌دار رسانه‌ای هندی به نام «بریج نات» است. مه همین اطلاعات را به سیدوروف نیز می‌فروشد. در بمبئی، جین با اغوای نات، کدهای ماهواره را به‌دست می‌آورد و تیم به ایستگاه پخش نات می‌رود تا جلوی انتقال کدهای پرتاب توسط هندریکس را بگیرد.
هندریکس دستور پرتاب موشکی را به زیردریایی هسته‌ای روسیه صادر می‌کند تا به سان‌فرانسیسکو شلیک شود، درحالی‌که ویستروم سامانه ایستگاه را خراب می‌کند تا آی‌ام‌اف نتواند دخالت کند. بنچی، برنت و جین تلاش می‌کنند سامانه را تعمیر کنند و ایتن، هندریکس را تعقیب می‌کند. هندریکس در برابر ایتن قرار می‌گیرد و خود را از ارتفاعی پرت می‌کند تا دستگاه پرتاب از دسترس خارج شود. پس از آن‌که بنچی ویستروم را می‌کشد و جین سامانه را وصل می‌کند، ایتن دستگاه را می‌یابد و لحظاتی پیش از انفجار، موشک را غیرفعال می‌کند. هندریکس پیش از مرگ، شکست نقشه‌اش را می‌بیند. سیدوروف سرمی‌رسد و درمی‌یابد که آی‌ام‌اف نقشی در انفجار کرملین نداشته است.
در سیاتل، ایتن تیمش را برای ماموریتی تازه گرد می‌آورد که «لوتر استیکل» به آن‌ها محول کرده است. برنت اعتراف می‌کند که از محافظت از جولیا ناکام مانده، اما ایتن افشا می‌کند که جولیا زنده است و مرگش صحنه‌سازی شده بود تا به زندگی‌ای امن دور از ایتن برود و ایتن بتواند برای نفوذ به زندان و یافتن بوگدان وارد عمل شود. برنت با آسودگی مأموریت تازه را می‌پذیرد. جولیا از دور به ایتن لبخند می‌زند و او پیش از دریافت دستور تازه‌اش از آی‌ام‌اف، ناپدید می‌شود.

## بازیگران
- تام کروز در نقش ایتن هانت
- جرمی رنر در نقش ویلیام برنت
- سایمون پگ در نقش بنجی دان
- پائولا پاتون در نقش جین کارتر
- لئا سیدو در نقش سابین مارو
- ولادیمیر ماشکوف در نقش آناتولی سیدروف
- 'مایکل نیکویست در نقش کرت هندریکس
- سامولی آدلمن در نقش ماریوس وستروم
- آنیل کاپور در نقش بریج نات
- تام ویلکینسون در نقش دبیر آی ام اف
- جاش هالووی در نقش تروی هاناوی
- میشل موناهن در نقش جولیا میاد، همسر ایتن هانت
- وینگ ریمز در نقش لاتر استیکل
- ایوان شویدوف

## بازخوردها
- در راتن تومیتوز دارای امتیاز تأیید ۹۳٪ بر اساس ۲۵۴ بررسی و میانگین امتیاز ۷٫۷ از ۱۰ است.[۶]
- متاکریتیک بر اساس ۴۷ منتقد، امتیاز ۷۳ از ۱۰۰ را به این فیلم اختصاص داد که نشان‌دهنده «بررسی‌های عموماً مطلوب» است.[۷]
- تماشاگرانی که توسط سینماسکور نظرسنجی کردند به فیلم نمره متوسط "A−" در مقیاس A+ تا F دادند.[۸]